# Leticia Tarruell
Leticia Tarruell   (Madrid, 12 d'abril de 1981) és una científica de l'Institut de Ciències Fotòniques (ICFO) de Castelldefels, especialitzada en física quàntica, quarks, fermions i leptons. Ha estat la primera persona a fer grafè artificial i que ha fet possible generar el primer condensat de Bose-Einstein.
Tarruell, que té la doble nacionalitat espanyola i francesa, va estudiar en el Conservatori de Música de San Lorenzo de El Escorial, amb la intenció de dedicar-se professionalment a la música; de fet, als vint-i-un anys ja tocava el violí en una orquestra de cambra. També li agradava la física i va estudiar-la com un entreteniment, però finalment va adonar-se que l'atreia més que la música. Després de llicenciar-se a la Universitat Complutense de Madrid, va començar a investigar a França, on es va doctorar a l'École Normale Supérieure de París el 2008, i va fer estades postdoctorals a Zúric i Bordeus. Des del 2013 treballa a l'ICFO, on des de 2022 dirigeix el grup d'investigació de gasos quàntics ultrafreds com a investigadora ICREA.
Després de rebre diferents beques i reconeixements durant el seu període d'estudiant, entre les quals una beca del Ministeri d'Educació francès (2003 2004) per als estudis de Màster, i una altra del Ministeri de Recerca francès per fer la tesi doctoral (2004 2007), l'any 2014 va rebre una de les Beques L'Oréal-UNESCO per a dones i ciència i l'any 2015 va rebre el premi «al millor investigador novell en física experimental», que atorguen la Reial Societat Espanyola de Física i la Fundació BBVA.